# Soraya (musicienne)
Pour les articles homonymes, voir Soraya.
Soraya (de son nom complet Soraya Raquel Lamilla Cuevas), née le 11 mars 1969 et morte le 10 mai 2006, est une auteure-compositrice-interprète, guitariste, arrangeuse et productrice.

## Biographie
Célébrité de la scène musicale colombienne, elle voit deux de ses chansons au premier rang du classement Latin Pop Airplay du magazine américain Billboard.
Soraya remporte en 2004 un Latin Grammy Award pour l'album éponyme Soraya qu'elle a produit elle-même, nommé « meilleur album d'auteur-compositeur ». Elle est nommée en 2005 pour son album El Otro Lado de Mi, parmi les meilleurs albums de chanteuse Pop. Sa carrière dure dix ans, pendant lesquels elle enregistre cinq albums.
Soraya meurt le 10 mai 2006 d'un cancer du sein, dont elle avait été diagnostiquée en 2000,.

## Discographie
- En Esta Noche (1996)
- Torre de Marfil (1997)
- Cuerpo y Alma (2000)
- Soraya (2003)
- El Otro Lado de Mi (2005)